# Sitio de Tortosa (1810)
El sitio de Tortosa se libró durante la Guerra de la Independencia Española. Enfrentó a los ejércitos Español y Francés, con triunfo para los franceses, y supuso una victoria importante, de cara a la posterior conquista de Valencia. Tuvo lugar entre diciembre de 1810 y el 1 de enero de 1811.
El nombre de Tortose figura grabado en los muros exteriores del Arco de Triunfo de París.

## Antecedentes
Ocupada Reus (febrero de 1809), Gerona (diciembre de 1809) y Lérida (mayo de 1810).

## La ciudad y el sitio
En el momento del asedio la guarnición de Tortosa tenía entre 8000 y 9000 hombres entre tropa y voluntarios. La ciudad tenía en aquellos momentos de 10 a 12 mil habitantes.
Bloqueada la plaza desde el 4 de julio de 1810 con la aparición de la división de Laval en la ribera derecha del Ebro, se iniciaron los primeros enfrentamientos.
El sitio del general Louis Gabriel Suchet (1770 - 1826) empezó el 15 de diciembre de 1810. Tras intensos bombardeos la noche del 1 de enero, los franceses abrieron brechas en la muralla. Entonces la ciudad capituló y firmó la rendición ante del III Ejército napoleónico que entró victorioso el 2 de enero de 1811. Durante el periodo de enfrentamiento, hubo más de un millar de muertos, a diferencia de algunos centenares entre las tropas francesas. Se hicieron miles de prisioneros.
Meses más tarde fue el turno de la ocupación de Tarragona (28 de junio de 1811), de Sagunto (25 de octubre de 1811) y de Valencia (14 de enero de 1812).
Al comienzo de 1812 Napoleón anexó de hecho el Principado de Cataluña a Francia. El territorio de Cataluña se dividió en cuatro departamentos. Tortosa se convirtió en cabeza de distrito (Sous-Préfecture de Tortose) del Departamento de las Bocas del Ebro que tenía a Lérida como capital.
La ocupación francesa se mantuvo hasta la evacuación de la ciudad el 18 de mayo de 1814.
De aquellos hechos surgieron héroes y relatos populares como el Milagro de la Bomba de la Real Capilla de la Virgen de la Cinta (Catedral de Tortosa; 30-12-1810).